# Marta Dusseldorp
Marta Dusseldorp (1º febbraio 1973) è un'attrice australiana, noto per aver recitato in BlackJack, Crownies (e lo spin off Janet King del quale è protagonista), Jack Irish e A Place to Call Home.

## Filmografia parziale

### Cinema
- Paradise Road (1997)
- Le due vie del destino - The Railway Man (2013)

### Televisione
- Halifax (Glenys Lund, 4x3, 1997)
- All Saints (Ispettrice Debbie Bloom, 4 episodi, 2000)
- Murder Call (Marion Dreyfuss, 3x15, 2000)
- Farscape (ufficiale Yal Henta, 3x20-3x21, 2002)
- Rescue Special Ops (Lisa Hartigan, 2x3, 2010)
- A Place to Call Home (Sarah Adams, 2013-2018)
- Janet King (Janet King, 2017-in corso)